# Горња Стражава
Горња Стражава је насељено место града Прокупља у Топличком округу. Према попису из 2022. било је 584 становника (према попису из 1991. било је 969 становника).

## Демографија
У насељу Горња Стражава живи 604 пунолетна становника, а просечна старост становништва износи 39,2 година (38,2 код мушкараца и 40,3 код жена). У насељу има 200 домаћинстава, а просечан број чланова по домаћинству је 3,84.
Ово насеље је великим делом насељено Србима (према попису из 2002. године).
|  |

| Демографија | Демографија | Демографија |
| Година      | Становника  | Становника  |
| ----------- | ----------- | ----------- |
| 1948.       | 905         |             |
| 1953.       | 977         |             |
| 1961.       | 996         |             |
| 1971.       | 985         |             |
| 1981.       | 1.009       |             |
| 1991.       | 969         | 918         |
| 2002.       | 768         | 807         |

| Етнички састав према попису из 2002.‍ | Етнички састав према попису из 2002.‍ | Етнички састав према попису из 2002.‍ | Етнички састав према попису из 2002.‍ | Етнички састав према попису из 2002.‍ |
| ------------------------------------ | ------------------------------------ | ------------------------------------ | ------------------------------------ | ------------------------------------ |
|                                      |                                      |                                      |                                      |                                      |
| Срби                                 | Срби                                 |                                      | 767                                  | 99,86%                               |
| непознато                            | непознато                            |                                      | 1                                    | 0,13%                                |

| Година пописа     | 1948. | 1953. | 1961. | 1971. | 1981. | 1991. | 2002. |
| ----------------- | ----- | ----- | ----- | ----- | ----- | ----- | ----- |
| Број домаћинстава | 126   | 151   | 179   | 217   | 235   | 246   | 200   |

| Број чланова      | 1  | 2  | 3  | 4  | 5  | 6  | 7  | 8 | 9 | 10 и више | Просек |
| ----------------- | -- | -- | -- | -- | -- | -- | -- | - | - | --------- | ------ |
| Број домаћинстава | 22 | 45 | 24 | 33 | 28 | 31 | 11 | 5 | 1 | 0         | 3,84   |

| Пол    | Укупно | Неожењен/Неудата | Ожењен/Удата | Удовац/Удовица | Разведен/Разведена | Непознато |
| ------ | ------ | ---------------- | ------------ | -------------- | ------------------ | --------- |
| Мушки  | 326    | 84               | 221          | 16             | 5                  | 0         |
| Женски | 300    | 26               | 221          | 49             | 3                  | 1         |
| УКУПНО | 626    | 110              | 442          | 65             | 8                  | 1         |

| Пол    | Укупно                    | Пољопривреда, лов и шумарство | Рибарство                            | Вађење руде и камена | Прерађивачка индустрија       |
| ------ | ------------------------- | ----------------------------- | ------------------------------------ | -------------------- | ----------------------------- |
| Мушки  | 166                       | 49                            | 0                                    | 0                    | 58                            |
| Женски | 74                        | 28                            | 0                                    | 0                    | 22                            |
| УКУПНО | 240                       | 77                            | 0                                    | 0                    | 80                            |
| Пол    | Производња и снабдевање   | Грађевинарство                | Трговина                             | Хотели и ресторани   | Саобраћај, складиштење и везе |
| Мушки  | 13                        | 7                             | 10                                   | 1                    | 4                             |
| Женски | 0                         | 0                             | 10                                   | 1                    | 0                             |
| УКУПНО | 13                        | 7                             | 20                                   | 2                    | 4                             |
| Пол    | Финансијско посредовање   | Некретнине                    | Државна управа и одбрана             | Образовање           | Здравствени и социјални рад   |
| Мушки  | 0                         | 0                             | 8                                    | 2                    | 4                             |
| Женски | 0                         | 2                             | 0                                    | 4                    | 7                             |
| УКУПНО | 0                         | 2                             | 8                                    | 6                    | 11                            |
| Пол    | Остале услужне активности | Приватна домаћинства          | Екстериторијалне организације и тела | Непознато            | Непознато                     |
| Мушки  | 7                         | 0                             | 0                                    | 3                    | 3                             |
| Женски | 0                         | 0                             | 0                                    | 0                    | 0                             |
| УКУПНО | 7                         | 0                             | 0                                    | 3                    | 3                             |